# Couiza
Couiza je naselje in občina v južnem francoskem departmaju Aude regije Languedoc-Roussillon. Leta 2011 je naselje imelo 1.156 prebivalcev.

## Geografija
Kraj leži v pokrajini Languedoc ob reki Aude in njenem desnem pritoku Sals, 16 km južno od Limouxa.

## Uprava
Couiza je sedež istoimenskega kantona, v katerega so poleg njegove vključene še občine Antugnac, Arques, Bugarach, Camps-sur-l'Agly, Cassaignes, Conilhac-de-la-Montagne, Coustaussa, Cubières-sur-Cinoble, Fourtou, Luc-sur-Aude, Missègre, Montazels, Peyrolles, Rennes-le-Château, Rennes-les-Bains, Roquetaillade, La Serpent, Serres, Sougraigne, Terroles in Valmigère s 3.995 prebivalci.
Kanton Couiza je sestavni del okrožja Limoux.

## Zanimivosti
- grad Château des ducs de Joyeuse iz sredine 16. stoletja, od leta 1913 na seznamu francoskih zgodovinskih spomenikov,
- cerkev sv. Janeza Krstnika.